# Benzotiofè
El benzotiofè, o benzo[b]tiofè, és un compost heterocíclic aromàtic constituït per dos anells, un de benzè i un de tiofè, fusionats per un costat i amb el sofre del tiofè en la posició més propera al benzè. La seva fórmula molecular és {\displaystyle {\ce {C8H6S}}}.
A temperatura ambient és un sòlid que fon a 32 °C i bull a 221 °C. La seva pressió de vapor és de només 0,24 mmHg i és poc soluble en aigua (9,69×10−4 mol/l).
El benzotiofè s'utilitza en química fina i productes farmacèutics per a la síntesi d'estructures més grans, generalment bioactives. Està present en l'estructura de fàrmacs com el raloxifè; emprat pel tractament de l'osteoporosi; el zileuton, emprat en el tractament de l'asma; el sertaconazol, un antifúngic; i en la droga benociclidina. També es fa servir per produir pigments com el tioindi.
El rover Curiosity, de la missió del Mars Science Laboratory, podria haver detectat rastres de benzotiofè al planeta Mart mitjançant l'anàlisi de mostres dels gasos que emanen del cràter Gale, entre altres composts orgànics. Tots aquests composts presenten analogies amb el querogen terrestre, d'origen biològic.